# Vîșnivka, Pohrebîșce
Vîșnivka (în ucraineană Вишнівка) este un sat în comuna Bilașkî din raionul Pohrebîșce, regiunea Vinnița, Ucraina.

## Demografie
Componența lingvistică a localității Vîșnivka
     Ucraineană (98,77%)
     Rusă (1,23%)
Conform recensământului din 2001, majoritatea populației localității Vîșnivka era vorbitoare de ucraineană (98,77%), existând în minoritate și vorbitori de rusă (1,23%).